# Фезансаге (виконтство)
Фезанзагэ (Fézensaguet) — виконтство в средневековой Гаскони, располагалось между Арманьяком и виконтством Ломань. Его территория приблизительно соответствует современной коммуне Бастида дю Валь д’Арра в департаменте Жер. Столица — замок неподалёку от современного города Мовзен.
Согласно Буйе и Шассану (Marie-Nicolas Bouillet et Alexis Chassang, Dictionnaire universel d’histoire et de géographie, 1842—1878), образовалось в 1163 году, когда граф Арманьяка Бернар IV выделил его своему четвёртому сыну Роже I.
Современные историки датируют образование виконтства 1182 годом: граф Арманьяка и Фезансака Бернар IV передал часть графства Фезансак своему племяннику Бернару де Ломань.
Виконт Жеро V в 1256 году стал графом Арманьяка и по завещанию отписал Фезанзагэ младшему сыну — Гастону.
В 1402 году граф Бернар VII д’Арманьяк захватил виконтство и присоединил его к своим владениям.
Список виконтов:
- 1184—1188 Бернар I (ум. 1188/1193), сын Одона де Ломань, сеньора де Фирмакон, и его жены Маскарозы д’Арманьяк
- 1188/1193-1200 Бернар II, сын
- 1200—1215 Жеро I (ум. 1219), сын. В 1215 г. стал графом Арманьяка и передал виконтство младшему брату.
- 1215—1245 Роже I, брат.
- 1245—1285 Жеро II, сын предыдущего, граф Арманьяка (Жеро VI)
- 1285—1320 Гастон д’Арманьяк, младший сын
- 1320—1339 Жеро III, сын
- 1339—1390 Жан I, сын
- 1390—1402 Жеро IV, сын Жана I, граф Пардиака по правам жены.Лишён владений графом Арманьяка Бернаром VII.